# Malcolm Muggeridge
Thomas Malcolm Muggeridge, född 24 mars 1903 i Croydon, London, död 14 november 1990 i Robertsbridge, East Sussex, var en brittisk journalist, författare, satiriker, mediapersonlighet, soldat, spion och senare kristen konvertit och kommentator.
Han utexaminerades från Cambridge 1924 och arbetade under några år som lärare, både i Indien och i England. Han gifte sig med Kitty Dobbs 1927. Året därpå fick han jobb som journalist vid Manchester Guardian.
År 1932 flyttade Muggeridge till Moskva som Guardians korrespondent. Medan han var där blev han desillusionerad och kom att bli motståndare till den sovjetiska kommunismen. Muggeridge var en av få reportrar att avslöja den fruktansvärda hungersnöden i Ukraina, en svält som var en direkt följd av kommunistisk politik.
Under andra världskriget var Muggeridge officer vid den brittiska militära underrättelsetjänsten och skickades till Moçambique och senare Paris.
Efter kriget skrev han för ett antal olika tidningar och blev redaktör för Punch magazine, känd för satirisk humor. Han började också att arbeta för BBC. 
Under 1960-talet återupptäckte han kristendomen. Han konverterade till katolicismen 1982.